# Kay Kâwus II
Pour l’article homonyme, voir Kay Kawus.
ʿIzz ad-Duniya wa ad-Dîn Kay Kaʾus ben Kay Khusrû, İzzeddin Keykavus ou Kay Kâwus II est un sultan seldjoukide de Roum. Il est le fils aîné de Kay Khusraw II. Il succède à son père en 1246. En 1248, le royaume est partagé en trois par les Houlagides, chacun les trois fils de Kay Khusraw garde un petit territoire. Kay Kâwus conserve la région de Konya jusqu'en 1261. Il meurt en exil en Crimée vers 1280.

## Biographie
ʿIzz ad-Dîn Kay Kâwus, nait vers 1234/35. Il est le fils de la première épouse de Kay Khusraw, une grecque fille d'un pope.
En 1241, les Mongols menés par Baïdju envahissent l'Anatolie, Erzurum est prise. Kay Khusraw réunit une armée de mercenaires mêlant des Byzantins des Arméniens des Francs pour combattre les Mongols. 
Le 26 juin 1243, à la bataille de Köse Dağ, Kay Khusraw subit une défaite sévère devant les armées mongoles menées par Baïdju. Les Seldjoukides du sultanat de Roum deviennent des vassaux des Mongols Houlagides.

### Le règne des vizirs (1246-1248)
À sa mort en 1246, Kay Khusraw II laisse trois fils de mères différentes. Tous les trois sont mineurs et sont sous la tutelle des vizirs et des Houlagides
- ʿIzz ad-Dîn Kay Kâwus est l'aîné. Il n'a pas treize ans.
- Rukn ad-Dîn Kılıç Arslân est né vers 1236/37. Il est le fils de la deuxième épouse turque de Kay Khusraw. Il prétend à la succession de son père.
- ʿAlaʾ ad-Dîn Kay Qubâdh est né vers 1239/40. Il est le fils de la troisième épouse, et favorite, de Kay Khusraw, Thamar, fille de la reine de Géorgie Rousoudan Ire et petite-fille du sultan seldjoukide Tuğrul II. Son père s'était converti au christianisme orthodoxe. Elle se convertit à l'Islam pour son mariage et devient Gürcü Hatun (ou Ghurji Khatun) en 1237 pour assurer la paix entre la Géorgie et les Seldjoukides d'Anatolie. C'est lui que Kay Khusraw a désigné comme successeur[3].

Le vizir Chams ad-Din al-Isfahani (en) prend le parti de Kay Kawus mais hésite à éloigner les deux autres frères car cette décision relève de l'autorité des Mongols. Chams ad-Dîn al-Isphanî épouse la mère de son protégé. Chams ad-Dîn al-Isphanî ne peut pas interdire à Rukn ad-Dîn Kılıç Arslân d'aller à la rencontre du Grand Khan à l'occasion de la proclamation de Güyük à ce titre. Pour asseoir son pouvoir, le vizir fait tuer un certain nombre de rivaux. Rukn ad-Dîn Kılıç Arslân obtient que le sultanat soit coupé en deux parties l'Ouest pour Kay Kawus avec comme capitale Konya et l'Est pour Kılıç Arslân avec comme capitale Sivas. La frontière entre les deux domaines est la rivière Kızılırmak. Lorsque Kılıç Arslân revient en Anatolie avec son titre de sultan, la nouvelle de la mort de Güyük et de la nomination de son successeur Möngke inquiète les émirs turcs qui se mettent d'accord pour que les trois frères règnent conjointement.

### Le triumvirat (1248/49-1257)
Le vizir Jalal ad-Din Qaratay (en turc : Celaddin Karatay) parvient à un accord entre les trois frères avec le soutien des Mongols. Le sultanat est divisé en trois :
- ʿIzz ad-Dîn Kay Kâwus reste à Konya.
- Rukn ad-Dîn Kılıç Arslan règne à Sivas.
- ʿAlaʾ ad-Dîn Kay Qubâdh, règne à Malatya.

Chams ad-Dîn al-Isphanî, vizir de Kay Khusraw est chargé par les Mongols de gouverner ce triumvirat ; c'est lui qui possède le pouvoir réel.
En 1249, Chams ad-Dîn al-Isphanî est arrêté à cause de ses excès et assassiné.
En 1254, le vizir Jalal ad-Din Qaratay décède.
En 1256, Michel Paléologue mène la guerre face à Michel d'Epire. Accusé de conspiration il se réfugie chez Kay Kâwus qui le met à la tête de ses soldats combattant les Mongols.
Le Khan mongol Möngke convoque Kay Kâwus. Ce dernier n'a guère envie de cette rencontre, il envoie à sa place son jeune frère Kay Qubâdh chargé de riches présents pour le Khan. À Erzurum, en chemin de cette rencontre, Kay Qubâdh est assassiné. Möngke provoque une enquête sur cette mort mais elle ne mène à rien.

### La fin du règne
Le royaume reste aux mains des deux frères survivants qui font des choix différents face aux Mongols. Kay Kâwus se tourne vers les Byzantins à cause de sa mère grecque. Kılıç Arslan accepte la suzeraineté mongole. Les Mongols divisent le royaume en deux. L'Est de l'Anatolie avec comme capitale Sivas pour Kılıç Arslan. L'Ouest de l'Anatolie, avec la proximité de Nicée et Constantinople avec pour capitale Konya pour Kay Kâwus. Ce découpage convient aux origines de sa mère. C'est le très habile et intrigant vizir de Kılıç Arslan, Muʿin ad-Dîn Suleyman qui va jouer le premier rôle.
En 1258, Michel Paléologue est pardonné par l'empereur Théodore II et il revient à Nicée. La même année, les Mongols exigent des deux princes seldjoukides qu'ils les assistent dans leur conquête de la Syrie. Cette campagne atteint son sommet avec la prise de Bagdad et la fin du califat abbasside. Le 18 août 1258, l'empereur de Nicée, Théodore II meurt. Le 1er janvier de l'année suivante Michel Paléologue se fait couronner empereur de Nicée.
En juillet 1261, après avoir pris Constantinople, Michel Paléologue devient le nouvel empereur byzantin réunissant les empires de Nicée et de Constantinople. Entraîné par les manœuvres de Mu‘in ad-Dîn Suleyman, Kay Kâwus offre son aide à Michel Paléologue dans sa lutte contre les Mongols. Ce plan fait long feu. Kay Kâwus est démis, emprisonné puis exilé. Kılıç Arslan reste seul sur le trône des Seldjoukides et son vizir Muʿin ad-Dîn Suleyman prend le titre de « Pervâne ».
Une autre version de la fin du règne de Kay Kâwus relate qu'il aurait engagé des négociations avec les Mamelouks d'Égypte pour lutter contre les Mongols et que c'est pour cela que les Mongols mettent fin à son règne.
Kay Kâwus a eu trois fils :
- Ghiyâth al-Dîn Masʿûd II devient sultan en 1284 après la mort de son petit-cousin Ghiyâth ad-Dîn Kay Khusraw et l'élimination des enfants de celui-ci.
- Farâmarz (ou Faramuz) dont le fils ʿAlâʾ al-Dîn Kay Qubâdh III succède à Masʿûd en 1295[3].
- Siyavuş aurait débarqué à Sinop au nom de son aîné Masʿûd alors en Crimée et fait prisonnier à Amasya (1280). Il se rebelle (1299). Il est vaincu par une armée ilkanide et doit s'enfuir en Syrie. Il est finalement capturé et tué en l'année suivante[3].

### La mort en exil
Après sa destitution, Kay Kâwus se réfugie en territoire byzantin. Il est fait prisonnier par l'empereur Michel Paléologue en 1261, puis il est libéré par des troupes mongoles en 1269/70. Il doit s'exiler avec sa famille en Crimée, à la cour du khan de la Horde d'or Mengü Temür où il meurt en 1278.

## Héritage
Bien qu'il ait été déposé et exilé, Kay Kâwus reste populaire en Anatolie. Il a maintenu le fragile équilibre entre les Turcs et les Mongols. Pendant cette période agitée et sous le règne de Kılıç Arslan de nombreux monuments sont construits. Le quartier seldjoukide de Konya, de Kayseri et d'Antalya en particulier le pont à Tokat est construit par le vizir Jalal ad-Din Qaratay, le complexe Sahip Ata à Konya a été construit en 1258, par l'architecte Abdulla ben Kelük sur l'ordre de Sahip Ata vizir de Kay Kâwus II. C'est la plus ancienne mosquée avec des piliers en bois encore conservée en Turquie. La construction de caravansérails se poursuit :
Ak han,
Obruk han,
Horozlu han, 
Sarı han, 
Sahip Ata han.